# Slag bij Mansfield
De slag bij Mansfield vond plaats op 8 april 1864 in De Soto Parish Louisiana tijdens de Amerikaanse Burgeroorlog. De slag is ook bekend als de Slag bij Sabine Crossroads. Na de Zuidelijke overwinning werd de Noordelijke opmars langs de Red River gestopt.

## Achtergrond
Tijdens de tweede helft van maart 1864 vertrok een Noordelijk leger, samengesteld uit leger- en marine-eenheden, langs de Red River met als uiteindelijk doel de Zuidelijke havenstad Shreveport in te nemen en de Zuidelijken uit Louisiana te kegelen. Tegen 1 april hadden de Noordelijken Grand Ecore en Natchitoches in handen. Terwijl de Noordelijke vloot met een deel van de infanterie de rivier verder volgde, trok de hoofdmacht richting Mansfield. De Noordelijke bevelhebber, generaal-majoor Nathaniel P. Banks had inlichtingen verkregen over de aanwezigheid van de Zuidelijken bij Mansfield.
Generaal-majoor Richard Taylor, bevelhebber van de Zuidelijke eenheden in Louisiana, had zich teruggetrokken langs de Red River om aansluiting te zoeken met Zuidelijke eenheden die uit Texas en Arkansas op weg waren. Taylor had zijn eigen slagveld gekozen op enkele kilometers ten zuiden van Mansfield. Hij stuurde zijn cavalerie naar voren om de Noordelijke voorhoede aan te vallen. Ondertussen stelde hij zijn infanterie op.
Banks' strijdmacht was in marsformatie te lang uitgerekt toen ze langs de smalle bospaden oprukten. Toen zijn eigen voorhoede op de Zuidelijke stellingen botste, verzochten ze onmiddellijk infanteriesteun. Banks besliste om de strijd aan te gaan en stuurde al zijn infanterie naar voren.

## Samenstelling van de legers

### De Zuidelijken
Bij het begin van de slag had Taylor ongeveer 9.000 soldaten tot zijn beschikking. Deze bestonden uit Moutons infanteriedivisie, Walkers infanteriedivisie, Greens cavaleriedivisie en Vincents cavaleriebrigade. Ook zouden er militiesoldaten aanwezig geweest zijn die werden gestuurd door de Zuidelijke gouverneur van Louisiana, Henry Watkins Allen. Volgens verschillende verslagen werden deze troepen in reserve gehouden.
Parsons divisie en Churchills divisie waren in de buurt, maar konden niet tijdig het slagveld bereiken om een rol van betekenis te spelen.

### De Noordelijken
Bij het begin van de slag beschikten de Noordelijken over de cavaleriedivisie van brigadegeneraal Albert L. Lee, 3.500 man sterk en de 4th divisie van het 13th korps onder leiding van kolonel William J. Landram, 2.500 man sterk. Tijdens de slag arriveerde de 1.500 man sterke 3de divisie van het 13th korps onder leiding van brigadegeneraal Robert A. Cameron. Ook de 1st divisie van het 19th korps onder leiding van brigadegeneraal William H. Emory, 1.500 man sterk, zou naar het einde van de slag nog een rol spelen.

## De slag
Tijdens de voormiddag stelde Taylor Moutons divisie op. Kort na de middag arriveerde Walkers divisie die stellingen innam op Moutons rechterflank. Terwijl de Zuidelijke cavalerie zich al vechtend terugtrok naar de Zuidelijke stellingen, naderden drie vijandelijke brigades de Zuidelijke stellingen.
Rond de middag stelden de Noordelijken de infanteriebrigade van Landrams divisie op die werd ondersteund door een cavaleriedivisie. Kort daarna arriveerde de andere brigade van Landram. Camerons divisie was op weg, maar zou pas na het begin van de slag de Noordelijke linies bereiken. De volgende twee uren gebeurde er vrijwel niets. Banks wachtte tot hij nog meer brigade kon opstellen. Taylor had voorlopig nog een numeriek overwicht op de Noordelijken. Taylor liet zijn manschappen rond 16.00u de vijandelijke stellingen bestormen. Mouton sneuvelde en de aanval van zijn divisie mislukte. De aanval van Walkers divisie kende meer succes. Zijn soldaten slaagden erin om de vijandelijke flank te keren. Honderden Noordelijke soldaten werden gevangengenomen of vluchtten in paniek.
Terwijl de voorste Noordelijke linie ineenstortte, vormde de net aangekomen Cameron een tweede slaglinie. Ook deze linie kon het aanstormend Zuidelijk geweld niet stoppen. De Noordelijken werden verschillende kilometers achtervolgd tot een derde Noordelijk slaglinie onder leiding van Emory de Zuidelijken tegenhield.

## Gevolgen
De Noordelijken verloren 113 doden, 581 gewonden, 1.541 krijgsgevangenen, 20 kanonnen, 156 bevoorradingswagons en duizenden paarden en muilezels werden gedood of veroverd. Meer dan de helft van de Noordelijke slachtoffers vielen in vier regimenten, namelijk de 77th Illinois, 130th Illinois, 19th Kentucky en de 48th Ohio.
Generaal Edmund Kirby Smith schreef in zijn rapport dat de Zuidelijken ongeveer 1.000 doden en gewonden bedroegen. Precieze cijfers kunnen echter niet gegeven worden. Sommigen schatten de Zuidelijke verliezen tot 1.500 in. Samen met de Slag bij Pleasant Hill betekende dit een keerpunt in het Noordelijke offensief.